# Rhaibophleps seclusa
Rhaibophleps seclusa är en tvåvingeart som beskrevs av Hardy 1973. Rhaibophleps seclusa ingår i släktet Rhaibophleps och familjen borrflugor. Inga underarter finns listade i Catalogue of Life.